# 鴨の音
『鴨の音』（かものね）は、2020年10月より世界文化遺産・京都下鴨神社にて、毎年秋に開催される朗読劇である。

## 概要
2019年10月20日に世界文化遺産・京都下鴨神社にて開催された「えと祈願祭」にて、神服殿を舞台に野沢雅子、陰山真寿美にて、脚本・演出家の山下平祐の監修による、方丈記をもとにした朗読劇を無料公演。終演後、野沢雅子より翌年朗読劇を行う旨が発表された。この公演が後の『鴨の音』の前身となる。
2020年10月25日には、野沢雅子をはじめ、中井和哉、沢城みゆき、岸尾だいすけ、皆口裕子の5人による朗読劇 鴨の音第一夜『糺の風』が公演された。
翌年、2021年10月16日、17日には野沢雅子を軸に、岸尾だいすけ、下野紘、前野智昭、島﨑信長の男性陣4人体制となって朗読劇 鴨の音 第二夜『読還-よみがえり-』が公演された。この年から二日連続で公演が行われるようになる。
そして、2022年4月9日には池袋HUMAXシネマズにて、朗読劇 鴨の音 第二夜『読還-よみがえり-』Blu-ray & DVD 発売記念特別試写会が上演され出演者である、岸尾だいすけ、下野紘、前野智昭、島﨑信長が登壇した。この時、第三夜のキービジュアルと共に、出演者が発表された。
さらに、ラジオ版 鴨の音が文化放送にて2022年10月2日から2024年3月31日まで毎週日曜日の20:00から20:30まで放送されていた。『第一夜』で佐久間圭太を演じた、中井和哉がパーソナリティを担当し週替わりで、ゲストに過去作品の出演者を招いている。
また同月、2022年10月22日、23日には野沢雅子を筆頭に三木眞一郎、置鮎龍太郎、岸尾だいすけ、小野大輔による、朗読劇 鴨の音 第三夜『相生の轍』が公演された。
2023年4月2日から、ラジオ版 鴨の音 第二章が中井和哉、下野紘のダブルパーソナリティで配信開始された。
2023年4月22日にラジオ版 鴨の音 スペシャルイベントとして東京にて公開収録が行われ、23日には朗読劇 鴨の音 第一夜 『糺の風』が東京にて特別再演が行われた。
2024年4月7日より鴨の音を発展する形で文化放送でREADING WORLDが毎週日曜日20時から20時30分まで放送開始され、パーソナリティは引き続き中井和哉、下野紘が担当する。

### 脚本
鴨の音の脚本を担当している、脚本・演出家の山下平祐。
ラジオ番組内では中井和哉をはじめ、出演した声優陣から天才作家と評価されている。

### テーマ曲
朗読劇 鴨の音 第二夜『読還-よみがえり-』
エンディングテーマ「Little sky」
歌：藤井フミヤ
朗読劇 鴨の音 第三夜『相生の轍』
エンディングテーマ「ずっと好きだった」
歌：斉藤和義
ラジオ版 鴨の音
エンディングテーマ「未完成タワー」
歌：藤井フミヤ

### 鴨の音守
下鴨神社にて授かることができる。
声や歌、楽器など、人の出す音が美しく、健やかであるようにご祈念された御守。

## 特徴
2000年の歴史がある世界文化遺産・京都下鴨神社の自然の中で繰り広げられる朗読劇。
野沢雅子をはじめ、数多くの声優陣が毎年出演している。

## 鴨の音が生まれるまで
主催である（株）Thanksgiving代表 春口秀之が、2020年のコロナ禍で微力ながら皆様の励みになるよう、さらにはエンタメ業界のために出来ることはないかと考え、代表自ら下鴨神社に足繁く通い、多大な協力・尽力を賜り、朗読劇 鴨の音 第一夜『糺の風』を世界遺産からオンライン無料配信する事が実現した。
境内奥にある小さな社「言社」から「言葉」が連想され、『鴨の音』が発案された。
そこには朗読劇など、言葉を扱うすべての文化を残したいという想いも込められている。
このプロジェクトを通じて、声優の皆様から紡がれる言葉を通じて皆様を笑顔にできる事を毎年願っている。

## 公演記録
| 公演月              | タイトル                                                                                       | 主な出演者                                                         | 会場                            |
| ------------------- | ---------------------------------------------------------------------------------------------- | ------------------------------------------------------------------ | ------------------------------- |
| 2019年10月20日      | 世界文化遺産 下鴨神社 朗読劇                                                                   | 野沢雅子・陰山真寿美                                               | 下鴨神社/京都府                 |
| 2020年10月25日      | 世界文化遺産 下鴨神社 朗読劇 鴨の音 第一夜『糺の風』                                           | 野沢雅子（声のみ）・中井和哉・沢城みゆき・岸尾だいすけ・皆口裕子   | 下鴨神社/京都府                 |
| 2021年10月16日-17日 | 世界文化遺産 下鴨神社 朗読劇 鴨の音 第二夜『読還-よみがえり-』                                 | 野沢雅子（声のみ）・岸尾だいすけ・下野紘・前野智昭・島﨑信長       | 下鴨神社/京都府                 |
| 2022年4月9日        | 世界文化遺産 下鴨神社 朗読劇 鴨の音 第二夜『読還-よみがえり-』Blu-ray & DVD 発売記念特別試写会 | 岸尾だいすけ・下野紘・前野智昭・島﨑信長                           | 池袋HUMAXシネマズ/東京都        |
| 2022年10月22日-23日 | 世界文化遺産 下鴨神社 朗読劇 鴨の音 第三夜『相生の轍』                                         | 野沢雅子（声のみ）・三木眞一郎・置鮎龍太郎・岸尾だいすけ・小野大輔 | 下鴨神社/京都府                 |
| 2023年4月22日       | ラジオ版『鴨の音』スペシャルイベント                                                           | 中井和哉・岸尾だいすけ・島﨑信長・三木眞一郎・下野紘（1部のみ）    | ステラボール/東京都             |
| 2023年4月23日       | 世界文化遺産 下鴨神社 朗読劇 鴨の音 第一夜『糺の風』特別再演                                   | 中井和哉・沢城みゆき・岸尾だいすけ・皆口裕子                       | 恵比寿ザ・ガーデンホール/東京都 |
| 2023年10月21日-22日 | 世界文化遺産 下鴨神社 朗読劇 鴨の音 第四夜                                                     | 中井和哉・小野賢章・佐倉綾音・三石琴乃                             | 下鴨神社/京都府                 |

## ラジオ版 鴨の音
世界文化遺産・京都下鴨神社にて、2020年から毎年開催されている朗読劇『鴨の音』から生まれた。朗読劇『鴨の音』の世界へ誘うラジオ番組となっている。
放送局：文化放送
放送時間：毎週日曜日　20時〜20時30分
放送期間：2022年10月2日～2024年3月31日
| 回数   | 放送日         | 主な出演者             | 備考                                                                                                 |
| ------ | -------------- | ---------------------- | --- |
| 第1回  | 2022年10月2日  | 中井和哉・山下平祐     | ラジオ版 鴨の音、記念すべき第1回目。ゲストとして、脚本・演出家の山下平祐が出演。京都にて街録された。 |
| 第2回  | 2022年10月9日  | 中井和哉・前野智昭     | |
| 第3回  | 2022年10月16日 | 中井和哉・前野智昭     | |
| 第4回  | 2022年11月6日  | 中井和哉・皆口裕子     | |
| 第5回  | 2022年11月13日 | 中井和哉・皆口裕子     | |
| 第6回  | 2022年11月20日 | 中井和哉・岸尾だいすけ | |
| 第7回  | 2022年11月27日 | 中井和哉・岸尾だいすけ | |
| 第８回 | 2022年12月4日  | 中井和哉・島﨑信長     | |
| 第9回  | 2022年12月11日 | 中井和哉・下野紘       | |
| 第10回 | 2022年12月18日 | 中井和哉・下野紘       | |
| 第11回 | 2022年12月25日 | 中井和哉・沢城みゆき   | |
| 第12回 | 2023年1月1日   | 中井和哉・野沢雅子     | |
| 第13回 | 2023年1月8日   | 中井和哉・沢城みゆき   | |
| 第14回 | 2023年1月15日  | 中井和哉・島﨑信長     | |
| 第15回 | 2023年1月22日  | 中井和哉・置鮎龍太郎   | |
| 第16回 | 2023年1月29日  | 中井和哉・置鮎龍太郎   | |
| 第17回 | 2023年2月5日   | 中井和哉・岸尾だいすけ | |
| 第18回 | 2023年2月12日  | 中井和哉・岸尾だいすけ | |
| 第19回 | 2023年2月19日  | 中井和哉・下野紘       | |
| 第20回 | 2023年2月26日  | 中井和哉・小野大輔     | |
| 第21回 | 2023年3月5日   | 中井和哉・小野大輔     | |
| 第22回 | 2023年3月12日  | 中井和哉・三木眞一郎   | |
| 第23回 | 2023年3月19日  | 中井和哉・三木眞一郎   | |
| 第24回 | 2023年3月26日  | 中井和哉・野沢雅子     | |

| 回数   | 放送日        | 主な出演者                                           | 備考 |
| ------ | ------------- | ---------------------------------------------------- | --- |
| 第25回 | 2023年4月2日  | 中井和哉・下野紘・山下平祐                           | ラジオ版 鴨の音が中井和哉、下野紘のダブルパーソナリティとなった。初回ゲストとして、脚本・演出家の山下平祐が出演。下鴨神社で朗読劇が行われるきっかけが明らかとなった。 |
| 第26回 | 2023年4月9日  | 中井和哉・下野紘・山下平祐                           | |
| 第27回 | 2023年4月16日 | 中井和哉・下野紘                                     | |
| 第28回 | 2023年4月23日 | 中井和哉・下野紘                                     | |
| 第29回 | 2023年4月30日 | 中井和哉・岸尾だいすけ・島﨑信長・三木眞一郎・下野紘 | 2023年4月22日（土）にステラボールにて開催されたラジオ版 鴨の音 スペシャルイベントの第一部（①）が放送された。【ラジオドラマ】『巌流島』                                |
| 第30回 | 2023年5月7日  | 中井和哉・岸尾だいすけ・島﨑信長・三木眞一郎・下野紘 | 2023年4月22日（土）にステラボールにて開催されたラジオ版 鴨の音 スペシャルイベントの第一部（②）が放送された。【ラジオドラマ】『ジェスコン』                            |
| 第31回 | 2023年5月14日 | 中井和哉・岸尾だいすけ・島﨑信長・三木眞一郎         | 2023年4月22日（土）にステラボールにて開催されたラジオ版 鴨の音 スペシャルイベントの第二部（①）が放送された。【ラジオドラマ】『古き良き』                              |
| 第32回 | 2023年5月21日 | 中井和哉・岸尾だいすけ・島﨑信長・三木眞一郎         | 2023年4月22日（土）にステラボールにて開催されたラジオ版 鴨の音 スペシャルイベントの第二部（②）が放送された。【ラジオドラマ】『180秒クッキング』                       |
| 第33回 | 2023年5月28日 | 中井和哉・下野紘                                     | |
| 第34回 | 2023年6月4日  | 中井和哉・下野紘                                     | |
| 第35回 | 2023年6月11日 | 中井和哉・下野紘                                     | |